# Clorofenicita
La clorofenicita és un mineral de la classe dels fosfats, que pertany i dona nom al grup de la clorofenicita.

## Característiques
La clorofenicita és un fosfat de fórmula química (Mn,Mg)₃Zn₂(AsO₄)(OH,O)₆. Cristal·litza en el sistema monoclínic. La seva duresa a l'escala de Mohs es troba entre 3 i 3,5.
Segons la classificació de Nickel-Strunz, la clorofenicita pertany a «08.BE: Fosfats, etc. amb anions addicionals, sense H₂O, només amb cations de mida mitjana, (OH, etc.):RO₄ > 2:1» juntament amb els següents minerals: augelita, grattarolaïta, cornetita, clinoclasa, arhbarita, gilmarita, allactita, flinkita, raadeïta, argandita, magnesioclorofenicita, gerdtremmelita, dixenita, hematolita, kraisslita, mcgovernita, arakiïta, turtmannita, carlfrancisita, synadelfita, holdenita, kolicita, sabel·liïta, jarosewichita, theisita, coparsita i waterhouseïta.

## Formació i jaciments
Va ser descoberta al pou Buckwheat de la mina Franklin, a la localitat de Franklin, dins el comtat de Sussex (Nova Jersey, Estats Units). També ha estat descrita en altres indrets propers del mateix districte miner, així com a la localitat de Lavreotiki, a Àtica (Grècia).